# باب مارلی
رابرت نستا مارلی (انگلیسی: Robert Nesta Marley؛ ۶ فوریهٔ ۱۹۴۵ – ۱۱ مهٔ ۱۹۸۱) خواننده، گیتاریست و ترانه‌نویس جامائیکایی بود. او یکی از پیشگامان ژانر رگی دانسته می‌شود. موسیقی او عناصر رگی، اسکا و راکستدی را در هم آمیخت و به دلیل آواز و سبک ترانه‌سرایی متمایزش شهرت داشت. نقش مارلی در موسیقی باعث افزایش دیده شدن موسیقی جامائیکایی در سراسر جهان شد و او را به چهره جهان‌شمولی در فرهنگ مردمی تبدیل کرد. مارلی طی زندگی حرفه‌ای خود به‌عنوان نماد راستافاریان شناخته شد و موسیقی خود را با حس معنوی القا کرد. او همچنین از قانونی شدن ماری‌جوآنا پشتیبانی کرد و از طرفداران جنبش پان‌آفریقا بود. در سال ۱۹۷۶، مارلی از یک سوءقصد در خانه‌اش جان سالم به در برد. تصور می‌شد این سوءقصد انگیزه‌های سیاسی داشته باشد.
بیشتر آهنگ‌های او مضمون اجتماعی دارند و برخی از آهنگ‌هایش رمانتیک هستند. مارلی که در ناین مایل Nine) Mile) جامائیکا متولد شد، فعالیت حرفه ای موسیقی خود را در سال ۱۹۶۳ پس از تشکیل گروه Teengers با پیتر توش و بانی ویلر آغاز کرد که پس از چندین تغییر نام به Wailers تبدیل شد. این گروه اولین آلبوم استودیویی خود را با نام The Wailing Wailers در سال ۱۹۶۵ منتشر کرد که حاوی تک آهنگ One Love بود که بازسازی از "People Get Ready" بود. این آهنگ در سراسر جهان محبوب شد و گروه را به عنوان یک چهره در حال رشد در رگی معرفی کرد. Wailers یازده آلبوم استودیویی دیگر منتشر کردند و پس از امضای قرارداد با Island Records نام گروه باب مارلی و ویلرز (Bob Marley and the Wailers) شد. در حالی که در ابتدا از ساز و آواز پرسروصدا استفاده می‌کرد، گروه در اواخر دهه ۱۹۶۰ و اوایل دهه ۱۹۷۰ شروع به ساخت آهنگ مبتنی بر ریتمیک کرد. در همین زمان، مارلی به لندن نقل مکان کرد و گروه با انتشار آلبوم The Best of The Wailers (1971) تغییر سبک موسیقی خود را تجسم بخشید.
آلبوم برترین آثار او به‌نام افسانه (Legend) در سال ۱۹۸۴ منتشر شد و بالاترین فروش سبک رِگِی در تاریخ را به خود اختصاص داد. مارلی همچنین یکی از پرفروش‌ترین هنرمندان موسیقی در جهان به‌شمار می‌رود، به‌طوری که فروش آثارش بیش از ۷۵ میلیون نسخه در سطح جهانی برآورد شده‌است. از او بلافاصله پس از مرگش از سوی جامائیکا با دریافت یک نشان تجلیل شد. نام او در سال ۱۹۹۴ به تالار مشاهیر راک اند رول راه یافت. رولینگ استون او را در رتبهٔ یازدهم فهرست ۱۰۰ هنرمند بزرگ تاریخ و رتبهٔ نود و هشتم فهرست ۲۰۰ خواننده بزرگ تاریخ قرار داد.

## زندگی
نُروال مارلی، پدر باب، سفیدپوستی جامائیکایی و از نوادگان فردی انگلیسی بود و مادرش سِدِلا بوکر نوجوانی سیاه‌پوست بود که در سال ۱۹۴۴ با نروال ازدواج کرد. باب در روستای کوچک سنت آن پریش به دنیا آمد و پدرش را به‌ندرت می‌دید. او در دوران نوجوانی طعم تبعیض نژادی را چشید.
باب مارلی در جوانی نزد دوستش، وینسنت فورد که یک سرآشپز بود زندگی می‌کرد و به آموختن و تمرین گیتار مشغول بود. به دلیل همین دوستی بعدها در سال ۱۹۷۵ یکی از زیباترین آهنگ‌های خود، نه، زن، گریه نکن را با نام او منتشر کرد و حق بهره‌برداری از این ترانه را به وی سپرد.

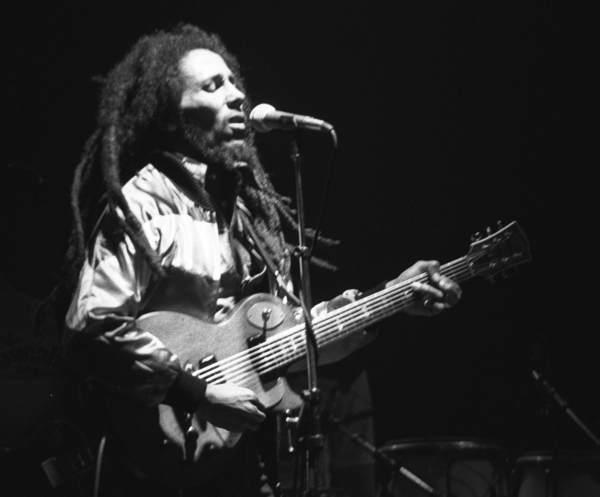
باب مارلی در کنسرتی در زوریخ، ۳۰ مهٔ ۱۹۸۰

باب گروه The Wailers را با دو تن از دوستان خود، بانی لیوینگستون و پیتر تاش پایه‌گذاری کرد. بعد از پراکنده شدن گروه، هر سهٔ آن‌ها تَک‌خوان‌های معروفی در سبک رِگِی شدند.
باب مارلی در ۱۰ فوریهٔ ۱۹۶۶ با آلفاریتا کنستانتیا آندرسون (ریتا مارلی)، که خود خواننده است، ازدواج کرد و دارای سه فرزند شدند. ریتا پیش از باب هم دو فرزند داشت که باب آنها را به فرزندخواندگی گرفت و نام خانوادگی مارلی را گرفتند. با حساب آنها و فرزندانی که باب بعدها از زنان دیگری به‌جز ریتا داشت، تعداد فرزندان تحت سرپرستی‌اش به ۱۳ نفر می‌رسید.
در سال ۱۹۷۶، در جریان ترور ناموفق نخست‌وزیر جامائیکا، مایکل مَنلی، باب مارلی و ریتا نیز مجروح شدند.

## همسر و فرزند
ریتا مارلی (همسر): او در گروه ویلرز همخوانی می‌کرد و هم‌اکنون در سازمان‌های نیکوکاری جامائیکا و آفریقا فعالیت دارد.
کدلا مارلی (دختر): اولین دختر باب مارلی است که هنوز با برادر خود زیگی موسیقی کار می‌کند. وی همچنین مدیرعامل شرکت توف گنگ‌های بین‌المللی است.
دامیان مارلی یا «جونیور گانگ» (پسر): برنده جایزهٔ گرمی، او کار حرفه‌ای خود را در سال ۱۹۹۶ آغاز کرده و کار او ترکیبی از سبک رِگِی کلاسیک، هیپ هاپ، آر اند بی و دنس هال است.
جولین مارلی (پسر): ترانه‌سرا و خواننده، او اولین دموی خود را در ۵سالگی ضبط کرد و زندگی خود را به موسیقی اختصاص داد. وی در پروژه‌های موسیقی رِگِی خواهران و برادران خود را یاری می‌کند.
کی مانی مارلی (پسر): برندهٔ تنیس روی میز مسابقات آنتیا بلناویس، برندهٔ موسیقی ترکیبی رِگِی و هیپ هاپ، و بیش از ۱۰ سال است که مجری‌گری و بازیگری را پیشه کرده‌است.

## سال‌های آخر حیات و مرگ
در سال ۱۹۷۷ آشکار گردید که مارلی به ملانومای بدخیم (نوعی سرطان پوست) مبتلا بود. در سال ۱۹۸۰ او و گروه نوازندگان وی به عنوان بخشی از تور اروپا، بزرگ‌ترین کنسرت خود را درشهر میلان در برابر یکصد هزار نفر اجرا کردند. پس از آن و بعد از بازگشت به کشور آمریکا، مارلی دو بار دیگر در مدیسن اسکور گاردن به روی صحنه رفت، ولی تور آمریکای مارلی به دلیل رو به وخامت گذاشتن سلامتی وی ناتمام ماند. او برای مداوا به آلمان سفر کرد. هنگامی که پس از هشت ماه تلاش برای مداوای او بهبودی قابل توجهی رخ نداد، مارلی تصمیم گرفت تا به زادگاهش جامائیکا برگردد. در زمان پرواز هواپیمای مارلی به سوی جامائیکا، حال وی بدتر شد. هواپیمای او در میامی به زمین نشست و مارلی به بیمارستان فرستاده شد. او در سحرگاه روز یازدهم ماه مه سال ۱۹۸۱ در ۳۶ سالگی درگذشت. آخرین جملات وی به پسرش این بود: «با پول نمی‌توان زندگی را خرید».

## آثار
برخی از آثار او عبارتند از:
- من به کلانتر شلیک کردم
- نه، زن، گریه نکن
- بلند شو، بایست
- سرباز بوفالو
- سه پرندهٔ کوچک
- ناراحت نباش، خوشحال باش
- جنگ
- سرود رستگاری
- آیا این عشق است

## جایزه‌ها و افتخارات

تندیس مومی باب مارلی در موزهٔ مادام توسو

- ۱۹۷۶ - Band of the Year (رولینگ استون).
- ژوئن ۱۹۷۸ - مدال صلح جهان سوم - سازمان ملل.
- فوریهٔ ۱۹۸۱ - جایزه Jamaican Order of Merit.
- مارس ۱۹۹۴ - ورود به Rock and Roll Hall of Fame.
- ۱۹۹۹ - برگزیده شدن آلبوم Exodus به عنوان آلبوم قرن (مجله تایم).
- فوریهٔ ۲۰۰۱ - دریافت ستاره‌ای بر پیاده‌روی مشاهیر هالیوود.
- فوریهٔ ۲۰۰۱ - دریافت جایزه گرمی.
- ۲۰۰۴ - مجله رولینگ استون او را به عنوان یازدهمین نفر در فهرست صد خواننده برتر همه دوران‌های خود قرار داد.[۲۳]
- بی‌بی‌سی آهنگ One Love را به‌عنوان «آهنگ هزاره» نامگذاری کرد.
- در یک رأی‌گیری بی‌بی‌سی به‌عنوان یکی از برترین ترانه‌سرایان همهٔ دوران‌ها انتخاب شد.
- ۲۰۰۷ - دریافت لوح تقدیر از Nubian Jak community.

## دربارهٔ باب مارلی
- موزه‌ای با عنوان موزه باب مارلی[۲۴] دربارهٔ او ساخته شده‌است.
- در ایران کتابی از شعرهای باب مارلی چاپ شده‌است با مشخصات زیر:

گردآوری و ترجمه: م. آزاد و صالحی‌علامه، مانی؛ اشعار باب مارلی؛ نشر آتیه
- ریتا مارلی کتابی با عنوان No Woman No Cry: My Life With Bob Marley by Rita Marley دربارهٔ زندگی خود با باب نوشته‌است.